# Lestanville
Lestanville är en kommun i departementet Seine-Maritime i regionen Normandie i norra Frankrike. Kommunen ligger i kantonen Bacqueville-en-Caux som tillhör arrondissementet Dieppe. År 2022 hade Lestanville 93 invånare.

## Befolkningsutveckling
Antalet invånare i kommunen Lestanville
| Referens: INSEE |